# Straat Luzon
De Straat Luzon is een belangrijke zeestraat tussen Taiwan en de Filipijnen. De Straat Luzon verbindt de Filipijnenzee en de Grote Oceaan met de Zuid-Chinese Zee.
De straat is ongeveer 250 kilometer breed en in de straat liggen diverse eilanden, gegroepeerd in twee eilandengroepen. Het meest zuidelijk bij Luzon liggen de Babuyaneilanden. Meer noordelijk liggen de Batan-eilanden, die samen de meest noordelijke provincie van de Filipijnen vormen. Door de eilanden is de straat weer verder onderverdeeld. De Straat Babuyan scheidt Luzon van de Babuyan-eilanden. Het Bashikanaal ligt tussen de Batan-eilanden en Taiwan.